# Dunamelléki Református Egyházkerület Ráday Könyvtára
A Dunamelléki Református Egyházkerület Ráday Könyvtára (röviden: Ráday Könyvtár) a Ráday Gyűjtemény legnagyobb részintézménye, nyilvános könyvtár. Állománya körülbelül 150.000 kötet.

## A könyvtár története
A Ráday Könyvtár alapjának a Ráday család főúri magánkönyvtárát szokás tekinteni. Ugyan hagyományosan Ráday Pál az, akit a könyvtár alapítójának tartunk, valószínűleg már egy évszázaddal korábban, a 17. században is tekintélyesebb könyvgyűjtemény volt a család birtokában.
Ráday Pál a Rákóczi-szabadságharc bukása után kezdett el könyvgyűjtéssel, a könyvtár alapításával komolyabban is foglalkozni. 1733-as haláláig mintegy háromszáz kötetet gyűjtött össze, melynek nagy része – Ráday korában szokatlan módon – régi magyar könyv, illetve nyomtatvány volt. Ez az adott korszakban, vagyis a 18. században jelentős köznemesi könyvtárnak számított.
A jelentős mennyiségű történeti és a jogi szakirodalom mellett, természetesen teológiai munkákat is találunk a gyűjteményében, melyek közül főként a 17. századi protestáns ortodoxia és a puritanizmus művei dominálnak.
A könyvtár megmaradt állományának legnagyobb részét Ráday Pál fia, Ráday Gedeon gyűjtötte össze a 18. század folyamán, külföldi aukciókon és hazai forrásokból egyaránt. Gedeon a família péceli kastélyában reprezentatív könyvtártermet készíttetett e könyvgyűjtemény számára. A terem boltozatát négy vörös márványpillér tartja, aranyozott rokokó fejezetekkel. A mennyezet freskóit a főúr utasításai szerint festették meg: a középső mennyezeten Pallas Athéné alakja található, mely a tudományt jelképezi, míg a körülötte lévő mezőkben az egyes tudományterületek allegorikus ábrázolása látható. A freskókon sűrűn előforduló amorettek kezében az illető tudományágak legfontosabb kötetei figyelhetők meg, melynek mindegyike a könyvtár állományába tartozik. A gyűjtemény akkora volt, hogy a könyvek a könyvtártermen kívül még öt további helységet töltöttek meg.
Ráday Gedeon 1792-es halála után a család többször megpróbálta eladni a könyvtárat, ám a teljes gyűjteményre évtizedekig nem akadt vevő. A Dunamelléki Református Egyházkerület budapesti Teológiai Akadémiája 1855-ben alakult meg. Török Pál püspök javaslatára az egyházkerület úgy döntött, hogy 1861-ben megvásárolja a Ráday-gyűjteményt az új oktatási intézmény könyvtárának.
Közel ötven évvel később, 1912 nyarán költöztették a teljes állományt jelenlegi helyére, azaz a Ráday utca 28-as számú épület földszinti részébe. 1913 februárjától kezdve már a nagyközönség is használatba vehette, tehát kezdettől fogva nyilvános egyházi könyvtárként működik. A jelentősebb adományozók közül kiemelhető Fáy András, Szemere Pál, Heckenast Gusztáv, Árokháty Béla, Darányi Ignác, valamint Szilassy Aladár.
A Ráday család utolsó férfitagjának 1939-es halálával a teljes családi levéltár is az egyházkerület birtokába került. Ez az egység ma a Ráday Levéltár egyik legértékesebb anyaga, s egyúttal a könyvtár történetének is a legfontosabb forrásanyaga.
A második világháborúban a könyvtár szerencsére nem szenvedett kárt. Az államosítás idején is egyházi tulajdonban maradhatott, ám ezt követően jelentős fejlesztések, gyarapodások nem következtek be. Az 1980-as évek közepén az épületet, melyben a könyvtár is elhelyezkedik átépítették, kibővítették. Ekkor ugyan a könyvtár, valamint levéltár területe is nőtt, de az elavult architektúra a mai szakmai követelményeknek és az olvasói, kutatói igényeknek teljes mértékben nem felel meg. A nyolcvanas évek végén nyílt meg a könyvtár mellett a Biblia Múzeum és a kecskeméti egyházművészeti Ráday Múzeum.

## A könyvtár gyűjtési területe

### Ráday Pál időszakában
Ráday Pál igyekezett minél szélesebb körben beszerezni könyvtára egy-egy darabját. Gyűjtési területét két nagy csoportra lehet osztani: hazai és külföldi gyűjtőkörre. A hazaiba Erdély, valamint Nyugat-Magyarország, míg a külföldibe Bécs, illetve a szélesebb értelemben vett külföld tartozott. Könyvbeszerzői leginkább barátai, családtagjai, valamint a református egyház „szolgái” voltak.
Érdekesség, hogy Erdélyből mind Ráday Pál, mind Ráday Gedeon kizárólag magyar nyelvű könyvet gyűjtöttek a könyvtár számára. A Szatmári Paksi Mihály által beszerzett művek többsége erdélyi protestáns szerzők könyvei voltak. A nyugat-magyarországi gyűjtőkör központja Pozsony volt. Itt leginkább Pál barátja, Bél Mátyás és Fatavics Ferenc jobbágyfiú szerzett köteteket Ráday Pálnak. Bécsben ezzel szemben a református egyház ágensei, azaz Sipos Mihály, valamint Csejthey Zsigmond intézték a beszerzéseket. Előbbi a bécsi postahivatalban intézte a leveleket és az újságokat, hogy azok Budán keresztül kerüljenek Ludányba. Ilyen folyóirat volt például a Mercure historique et politique is, mely Hágában jelent meg. Ezt 18 éven keresztül sikerült beszereznie, mellyel szintén növelni tudta a könyvtár állományának nagyságát.
A szélesebben értelmezett külföldi területekről Gyöngyösi Pál segítette Ráday Pál könyvbeszerzési munkásságát, aki főleg teológiai témájú művekkel gazdagította a könyvtárat. Mellette fontos kiemelni még Kármán András, Selyebi Pál, Mányoki Ádám és Daniel Ernest Jablonski közreműködését is. Mányoki Ádám volt az, aki a Kamara-Novellák megrendelését intézte Ráday számára.
Ráday Pál az 1720-as évektől már kereskedői katalógusokhoz is hozzájutott, melyekből előfordult, hogy könyveket is rendelt, de inkább arra használta őket, hogy összeírja belőlük a neki kellő műveket, amiket aztán elküldött beszerzőinek.
A könyvtár állománya azonban nem csupán vásárlások során nőtt, hanem barátai, tisztelői is adományoztak műveket számára. Ilyen volt például Debreceni Ember Pál, Pápai Páriz Ferenc.

### Ráday Gedeon időszakában
Rádayi Gedeonnak gyűjtési területeit ugyanazokra a részekre tudjuk felosztani, mint apjánál, Pálnál. A gyűjtési területek tehát nem, csupán az egyes helyekről beszerzett dokumentumok száma változtak. Míg ugyanis az apja időszakában a beszerzés központja leginkább Erdély volt, addig Ráday Gedeonnál a hangsúly Bécsre tevődött át. Gedeon ráadásul sokkal nagyobb hangsúlyt fektetett a könyvkereskedőkre is, mint Pál.
Az ifjabb Ráday csak 1748 után tudta ismét bekapcsolni Erdélyt gyűjtési térségei közé, bár az innen megszerzett könyvek száma jóval elmaradt a többi területhez képest, mivel Erdélyben igen elmaradott volt a könyvkereskedelem. A legjelentősebb segítői Szilágyi Sámuel, Bod Péter, Zilai Sámuel, Ajtai Mihály, valamint a rokon Telekiek voltak.
Pozsony ezzel szemben nem a könyvkereskedelme miatt volt fontos, hanem amiatt, mert innen továbbították a Nyugat-Európából szerzett műveket Bécsből Pestre, valamint Pécelre. A pozsonyi kereskedőkkel Gedeon ráadásul személyesen is tartotta a kapcsolatot, ugyanakkor segítségére volt Nagy Iván, Mihályfalvi János, Szentesi Nagy István, Szászky Tomka János is.
Pest könyvkereskedelmi szerepe csak a 18. század végére lendült fel. Így már a pesti könyvkereskedők is kiterjedt külföldi kapcsolatrendszerrel rendelkeztek, mellyel ugyanazt a szolgáltatást tudták biztosítani, mint a bécsiek. A tőlük származó művek nagy része latin, illetve német volt, de sok franciát is találni közöttük.
Az ország más területeiről is gyűjtött műveket Gedeon, leginkább a Felvidékről, ahol Kazinczy Ferenc, Gazur Sámuel, valamint Szemere László, akinek sikerült megszereznie Gedeon számára a hőn áhított Károli Bibliát.
Ráday Gedeon legfontosabb beszerzési helye mégis Bécs volt, ahol Nagy Sámuelen keresztül tudta gyarapítani gyűjteményét. Nagyon ritka, s ezért értékes műveket szerzett meg Ráday számára, mint például Petrus Comestor Historia scholasticá-ja, ami egy ősnyomtatvány, illetve a legdrágább Konrad Celtes Amorum libri IV. című verseskötete, melyet nem papírra, hanem hártyára nyomtattak, s Albrecht Dürer metszetei díszítették.
Gedeon apjához hasonlóan folyóiratokkal is bővítette könyvtára állományát, mint például a Staats-Schrift 1741-1745, 1749-1753; a Zuverlässige Nachrichten; a Szatsvay Sándor által Bécsben készített Magyar Kurirt 1787-től; a Deutsche Mercur 1773-1781; vagy a Deutsche Museum 1776-1781.
A negyedik, s egyben utolsó gyűjtési térség Nyugat-Európa volt, mely leginkább németalföldi, porosz, s svájci területeket jelentett. Itt főként Nagy Sámuel, valamint Thiele voltak segítségére.
Gedeon apjához hasonlóan nem csupán vásárlások útján növelte a könyvtár gyűjteményét, hanem a nagyrabecsülők, tudósok ajándékaival is. Ez azonban nem nagysága, hanem amiatt volt jelentős, mivel a szerzők sokszor dedikálva ajándékozták Gedeonnak művüket. Ez még inkább emelte a könyvek értékét, s egyben a Ráday gyűjtemény tekintélyét is.

## A könyvtár állománya
A könyvtár teljes anyaga megközelítőleg 6500 mű 12000-15000 kötetben. Ezek leginkább enciklopédikus jellegűek, vagyis valamennyi tudományágat felölelik a természettudományoktól az akkori szépirodalmi újdonságokig. Apjához hasonlóan Ráday Gedeon is folytatta a magyar könyvek gyűjtését. Gyűjteménye egyedi sajátossága, hogy a francia felvilágosodás és a protestáns teológia irodalma, valamint a 18. század második felének prohibitus (tiltott) röpirat-irodalma kiemelkedő arányban található meg benne. A gyarapítás szakértelme is megkülönbözteti a szokásos 18. századi magánkönyvtáraktól Ráday Gedeon ugyanis kimagasló tudományos és irodalmi felkészültségével a tudományterületek legfontosabb köteteinek beszerzésére törekedett. Az állomány rendszerezésében is eltért a kor szokásos 5-6 főcsoportba sorolásától, Gedeon ugyanis szakrendszerében 24 csoportot különített el.

## Könyvritkaságok a Ráday gyűjteményben
A Ráday könyvtár sok ritka, s értékes könyvvel rendelkezik. A legrégibb mű például Bessarion Adversus calumniatorem Platonis című ősnyomtatványa, mely 1469-ből származik. Ezen kívül még a könyvtárban sok ritka Biblia-kiadást is megtalálható. Ezek közül talán az úgynevezett 1608-as Rákóczi-Biblia a legérdekesebb, mely I. Rákóczi György fejedelem bejegyzéseit tartalmazza. Kiemelkedő továbbá Ráday Pál Lelki hódulás című művének első kiadása 1710-ből, amely Ráday Pál saját példánya volt.